# Gobierno Regional de Aysén
El Gobierno Regional de Aysén del General Carlos Ibáñez del Campo es el órgano con personalidad jurídica de derecho público y patrimonio propio, que tiene a su cargo la administración superior de la Región de Aysén del General Carlos Ibáñez del Campo, Chile, y cuya finalidad es el desarrollo social, cultural y económico de ésta. Tiene su sede en la capital regional, la ciudad de Coyhaique.
Está constituido por el Gobernador y el Consejo Regional.

## Gobernador regional de Aysén
El gobernador de la Región de Aysén del General Carlos Ibáñez del Campo es la autoridad que ocupa el lugar de Jefe de Servicio del Gobierno Regional. Sus atribuciones son administrativas y fiscalizadoras, recae en él o ella la competencia de solicitar la transferencia de competencias radicadas en ministerios o servicios públicos al Gobierno Regional.
El cargo de Gobernador es electo popularmente para períodos de cuatro años con posibilidad de una reelección. El modo de elección es de segunda vuelta, siempre que ninguna candidatura alcance el 40% de los votos en la primera instancia de votación. Su contraparte, designada por la presidencia, es el Delegado Presidencial Regional, cargo creado junto con el de Gobernador para ejercer parte de las atribuciones previamente investidas en el Intendente.

## Consejo Regional de Aysén
El Consejo Regional de la Región de Aysén del General Carlos Ibáñez del Campo es un órgano de carácter normativo, resolutivo y fiscalizador, dentro del ámbito propio de competencia del Gobierno Regional, encargado de hacer efectiva la participación de la ciudadanía regional y ejercer las atribuciones que la ley orgánica constitucional respectiva le encomienda.
Está integrado por 14 consejeros que se eligen para periodos de 4 años, con posibilidad de reelección única, en cada una de las 4 provincias de la región (6 por Coyhaique; 4 por Aysén; 2 por General Carrera; y 2 por Capitán Prat). El método de elección es mediante listas abiertas, con escaños distribuidos según el método D'Hondt.
Quien preside el Consejo Regional es la Gobernadora Regional.

### Listado de consejeros regionales

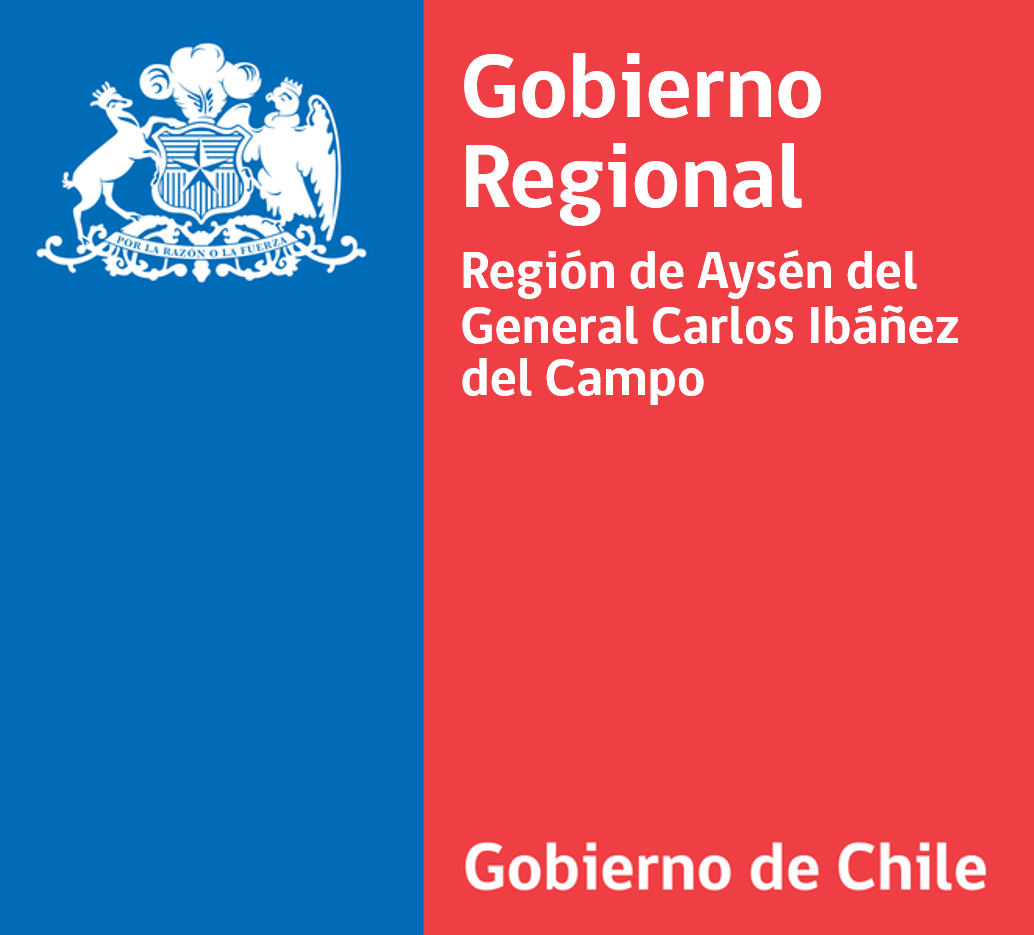
Logotipo oficial del Gobierno

El consejo regional está compuesto, para el período 2025-2029, por:
- Coyhaique
  - Andrea Ponce Olivares (UDI)
  - Pablo Guglielmi Asenjo (RN)
  - Gustavo Villaroel Pinilla (PRSD)
  - Benjamin Infante Rodriguez-Peña (PC)
  - Rocco Martiniello Ávila (PDC)
  - Marisol Martínez Sánchez (PS)

- Aysén
  - Julio Rossel González (PS)
  - Rosa González Bórquez (PDC)
  - Ximena Novoa Pérez (RN)
  - Eligio Montecinos Araya (UDI)

- General Carrera
  - Paulina Hernández Sánchez (PDC)
  - Arcadio Soto Seron (UDI)

- Capitán Prat
  - Rodrigo Rivera Tejeda Ind-(UDI)
  - Ana María Mora Araneda (RN)